# Даммартен (графство)
Графство Даммартен (фр. Comté de Dammartin) — средневековое французское графство, известное с начала XI века. Его владения располагалось на территории округа Мо современного французского департамента Сена и Марна неподалёку от Парижа. Центром графства было поселение Даммартен-ан-Гоэль, названное так в честь святого Мартина (лат. Domnus Martinus), который в IV веке проповедовал христианство в области Гоэль. Земли в Даммартене были очень плодородными, кроме того правители графства контролировали дороги из Парижа в Суассон и Лан. Графство просуществовало до Великой французской революции.

## История
Точно не установлено, когда графство возникло. Первоначально Даммартен-ан-Гоэль была одной из шести шателений в Парижском графстве. Первым известным графом Даммартена был Манассия Лысый (ум. 1037), один из сыновей Хильдуина II де Мондидье, сеньора де Рамерю.
О первых графах Даммартена известно не очень много. Манассия Лысый был соратником графа Блуа Эда II и погиб в 1037 году во время осады армией Эда замка Бар-ле-Дюк. Его наследники управляли графством до начала XII века, когда Даммартен перешёл под управление Обри II де Мелло (ум. 1129). Точно неизвестно, как это произошло. Существует гипотеза, что его матерью могла быть Адела де Даммартен, дочь графа Гуго I, однако никаких первичных источников, которые подтверждают эту гипотезу не существует. Известно, что Адела была замужем за Ланселином II де Бове, который назван администратором графства Даммартен в 1112—1116. Также известно, что у Обри I де Мелло, отца Обри II, была жена по имени Адела. Но в акте об основании приорства Варвиль, имя Обри II отсутствует при перечислении детей Аделы.
Граф Обри II был в 1122—1129 годах камергером короля Франции Людовика VI Толстого. Его сын Обри III кроме Даммартена был ещё сеньором Лильебонна в Нормандии, приходясь по этому владению вассалом герцогов Нормандии, а позже — королей Англии.
Сын Обри III, Рено де Даммартен, был одним из знатнейших сеньоров в северной Франции. Друг детства короля Франции Филиппа II Августа, Рено стал в итоге его личным врагом. Однако созданная Рено антифранцузская коалиция была разбита в битве при Бувине в 1214 году, а сам Рено попал в плен, и умер в заключении. Его владения, включая Даммартен, были конфискованы королём Франции, который передал их своему сыну Филиппу Юрпелю, женившемуся на дочери Рено.
После смерти Матильды её наследство стало предметом разбирательства в Парижском парламенте между её наследниками. В итоге в 1262 году Даммартен был передан Матье де Три, внуку графа Обри III по матери. В дальнейшем потомки Матье управляли Даммартеном до начала XV века.
В дальнейшем графство путём браков передавалось между представителями разных родов. В 1420-х годах англичане, которые контролировали большую часть Франции, конфисковали Даммартен, передав его бургиньону Антуану де Вержи. Однако после победы над англичанами король Франции Карл VII вернул графство законным правителям.
В 1632 году после казни герцога Генриха II де Монморанси графство было конфисковано и передано принцам Конде, в составе владений которых оставалось до Великой французской революции.

## Список графов де Даммартен
Дом Мондидье
- ? — 1037: Манассия Лысый (ум. 15 декабря 1037), граф де Даммартен
- 1037 — после 1060: Эд (ум. после 1060), граф де Даммартен, сын предыдущего
- после 1060 — около 1100: Гуго (Юг) I (ум. около 1100), граф де Даммартен, брат предыдущего
- около 1100—1105/1106: Пьер (ум. 13 сентября 1105/1106), граф де Даммартен, сын предыдущего
- 1105/1106 — после 1107: N (Гуго II?, ум. после 1107), граф де Даммартен, сын предыдущего
- после 1107 — ?: Адела де Даммартен (ум. 1139), дама де Булье, графиня де Даммартен, дочь Гуго I
муж: Ланселин II де Бове (ум. после 1116), сеньор де Булье, администратор графства Даммартен в 1112—1116

Дом Мелло
- до 1122—1129: Обри (Альберик) II де Мелло (ум. 1129), граф де Даммартен, камергер Франции 1122—1129, сын Обри I де Мелло и Адели (возможно, Адели де Даммартен)
- 1129 — 1200: Обри (Альберик) III (ум. 20 сентября 1200), граф де Даммартен с 1229, сеньор де Лильебонн
- 1200—1214: Рено I (ок. 1165/1170 — 21 апреля 1227), граф Дамартена и сеньор де Лильебонн 1200—1214, граф Булони 1190—1212, граф Омаля 1204—1206, граф Мортена 1206—1212
- 1214—1261/1263: Матильда де Даммартен (ум. между 9 октября 1261 и 8 февраля 1263), графиня Даммартена с 1214 (фактически — с 1223), графиня Булони и Мортена с 1223, графиня Омаля 1223—1234
1-й муж: с 1216 Филипп Юрпель (июль 1200 — 14 или 18 января 1234), граф де Клермон-ан-Бовези с 1224, граф Даммартена и Булони с 1210, граф Мортена и Омаля с 1223
2-й муж: с 1235 (развод 1253) Афонсу II (5 мая 1210 — 16 февраля 1279), король Португалии с 1248, граф Даммартена и Булони 1235—1253

Дом де Три
- 1262—1272: Матье де Три (ум. 1272), шателен де Монси в 1224, сеньор де Три и де Монси в 1241, граф де Даммартен с 1262, сын Жана I де Три и Аэлис де Даммартин, дочери графа Обри III
- 1272—1302: Жан II (ум. 11 июля 1302), граф де Даммартен с 1272, сын предыдущего
- 1302—1316: Рено II (ум. 1316), граф де Даммартен с 1302, сын предыдущего
- 1316—1327: Рено III (ум. сентябрь 1327), граф де Даммартен с 1316, сын предыдущего
- 1327—1338: Жан III (ум. 1338), граф де Даммартен с 1327, брат предыдущего
- 1338—после 1368: Карл (ум. после 1368), граф де Даммартен с 1338, сын предыдущего
- после 1368—после 1402: Бланка (ум. после 15 марта 1402), графиня де Даммартен, дама де Нель и де Мондубло после 1368, дочь предыдущего

Дом де Шатильон
- после 1402—? Маргарита де Шатильон, графиня де Даммартен, дочь Жана I де Шатильона, графа де Порсеан, и Жакетты де Три, дочери графа Жана III
муж: Гильом де Феель (ум. 1408), виконт де Бретель

Дом де Феель
- 14??—1420: Жан де Феель (ум. 1408), виконт де Бретель с 1408, граф де Даммартен, сын Гильома де Фееля и Маргариты де Шатильон
- 1420—142?: Мария де Феель
муж: Рено де Нантей, сеньор д’Аси-ан-Мюльтен

Дом де Вержи
- Антуан де Вержи (1375 — 29 октября 1439), сеньор де Шамплит, граф де Даммартен, камергер Франции, маршал Франции с 1422, рыцарь ордена Золотого Руна с 1430, правнук Генриха II де Вержи, сеньора де Фловен, и Маго де Три, дочери графа Жана II де Три

Дом де Нантей
- Рено де Нантей, сеньор д’Аси-ан-Мюльтен, граф де Даммартен
- Маргарита де Нантей (1422 — 13 октября 1475), графиня де Даммартен, виконтесса де Бретей, дама де Тур и де Марси, дочь предыдущего
муж: Антуан де Шабанн (1408 — 25 декабря 1488)

Дом де Шабанн
- 1439—1488: Антуан де Шабанн (1408 — 25 декабря 1488), граф де Даммартен, виконт де Бретей, сеньор де Туси, де Сен-Фарго, де Куртене, де Марси и Бланкфор-ан-Гиень
- 1488—1503: Жан де Шабанн (ум. 1503), граф де Даммартен, сын предыдущего
- 1503—1527: Антуанетта де Шабанн (ум. 1527), графиня де Даммартен, дочь предыдущего
муж: Рене Анжуйский (1483—1521), барон де Мезьер, сын Людовика Анжуйского, незаконнорождённого сына графа Карла IV дю Мэн

Дом Анжу-Мезьер
- 1527—1547: Франсуаза де Анжу-Мезьер, графиня де Даммартен, дочь предыдущих
муж: Филипп де Буленвильер (ум. 1536), граф де Фукемберг

Дом де Буленвильер
- 1547—1554: Филипп де Буленвильер, граф де Фукемберг с 1536, граф де Даммартен 1547—1554, сын предыдущего, в 1554 году продал Даммартен коннетаблю Анну де Монморанси

Дом де Монморанси
- 1554—1567: Анн де Монморанси (15 марта 1492 — 12 ноября 1567), барон де Монморанси 1531—1551, герцог де Монморанси и пэр Франции с 1551, маршал Франции 1522—1538, коннетабль Франции с 1538
- 1567—1579: Франсуа де Монморанси (17 июня 1530 — 6 мая 1579), герцог де Монморанси и граф де Даммартен с 1567, сын предыдущего
- 1579—1614: Генрих I де Монморанси (15 июня 1534 — 2 апреля 1614), герцог де Монморанси и граф де Даммартен с 1579, маршал Франции 1567—1593, коннетабль Франции с 1593, брат предыдущего
- 1614—1632: Генрих II де Монморанси (30 апреля 1595 — 30 октября 1632), герцог де Монморанси и граф де Даммартен с 1614, маршал Франции, сын предыдущего

Дом Бурбон-Конде
- 1632—1646: Генрих II де Бурбон (1 сентября 1588 — 26 декабря 1646), принц Конде с 1588, герцог Монморанси и граф де Даммартен с 1632